# 孔多爾瓦因山 (卡塔克區)
09°59′52″S 77°21′58″W / 9.99778°S 77.36611°W
孔多爾瓦因山（西班牙語：Condorhuain），是秘魯的山峰，位於該國北部安卡什大區，由雷奈伊省的卡塔克區負責管轄，屬於內格拉山脈的一部分，海拔高度4,200米。